# Heulebeek
L'Heulebeek també anomenat Heule és un rierol de la província de Flandes Occidental (Bèlgica) que neix entre Passendale i Beselare i que desemboca al Leie a Kuurne. Té un curs amb molts meandres i un cabal força irregular. Hi ha sovint aigües altes als barris riberencs.
Fins a la fi del segle xx el rierol força contaminat era més aviat una claveguera pudent a cel obert al seu pas als pobles de Beselare, Gullegem, Heule i Kuurne. L'obertura d'una estació de depuració a Gullegem va millorar aquest problema. Des del 1996 la província ha creat un parc natural als seus marges: el domini provincial de Bergelen.
L'etimologia del nom no és gaire clar: pels uns, seria el poble d'Heule que va donar el seu nom al rierol que el travessa, pels altres, el nom del riu és anterior i hauria donat el seu nom al poble. «Heul» en neerlandès pot significar rec, riu estret. L'afix -beek (neerlandès per rierol) s'hauria afegit més tard per distingir ambdós.
La freqüència de les aigües altes ha augmentat al segle xx principalment per intervencions desafortunades per l'home que va rectificar el riu, suprimir els meandres i urbanitzar grans parts del llit d'hivern. Sobre impermeabilitzar la ribera, en accelerar el desguàs, els camps riberencs es van assecar i la diversitat de la flora desaparèixer. Des de l'inici del segle xxi s'estudia com renaturalitzar l'Heulebeek i trobar una gestió de l'aigua més integrada. El 2015 es va estrenar una primera zona de negament que serveix de zona tampó quan plou molt. També es van reobrir meandres tallats per tal descelar el cabal.
Afluents
D'amont cap avall
- Passendalebeek
- Papelandbeek
- Wulfsdambeek
  - Koolsdambeek
  - Harelbeek
  - Hazelbeek
- Kleinderbeek
- Houtenagelbeek
- Toortelbeek
- Disgracht
- Rakebosbeek
  - Vaarnewijkbeek